# Lauli'i
Lauli'i è un villaggio delle Samoa Americane appartenente alla contea di Sua del Distretto orientale.

## Infrastrutture e trasporti

### Principali arterie stradali
- American Samoa Highway 001, principale collegamento stradale del territorio.